# Brani musicali degli Scorpions
Quella che segue è la lista completa dei brani musicali della band hard rock/heavy metal tedesca Scorpions. La discografia va dal 1972 al 2010, anno in cui è stato pubblicato Sting in the Tail.

## Brani musicali
| Titolo                                        | Anno      | Incisione                                                  | Autore                                                                              | Durata |
| --------------------------------------------- | --------- | ---------------------------------------------------------- | ----------------------------------------------------------------------------------- | ------ |
| 10 Light Years Away                           | 1999      | Eye II Eye                                                 | Mick Jones, Marti Frederiksen, Meine, Schenker                                      | 3:52   |
| 321                                           | 2007      | Humanity - Hour 1                                          | Schenker, Child, Frederiksen, Paige                                                 | 3:53   |
| A Moment in a Million Years                   | 1999      | Eye II Eye                                                 | Meine)                                                                              | 3:38   |
| Action                                        | 1972      | Lonesome Crow                                              | Scorpions                                                                           | 3:53   |
| Aleyah                                        | 1999      | Eye II Eye                                                 | Schenker, Meine                                                                     | 4:19   |
| Alien Nation                                  | 1993      | Face the Heat                                              | Schenker, Meine                                                                     | 5:44   |
| All Night Long                                | 1978      | Tokyo Tapes                                                | Roth, Meine                                                                         | 3:43   |
| Always Somewhere                              | 1979      | Lovedrive                                                  | K.Meine, R.Schenker                                                                 | 4:55   |
| Animal Magnetism                              | 1980      | Animal Magnetism                                           | Schenker, Meine, Rarebell                                                           | 5:57   |
| Another Piece of Meat                         | 1979      | Lovedrive                                                  | R.Schenker, H.Rarebell                                                              | 3:33   |
| Are You The One?                              | 1996      | Pure Instinct                                              | Musica: Rudolf Schenker Testo: Klaus Meine                                          | 3:15   |
| Arizona                                       | 1982      | Blackout                                                   | Schenker, Rarebell                                                                  | 3:51   |
| As Soon as the Good Times Roll                | 1984      | Love at First Sting                                        | Meine, Schenker                                                                     | 5:02   |
| Backstage Queen                               | 1976      | Virgin Killer                                              | Meine, Schenker                                                                     | 3:10   |
| Bad Boys Running Wild                         | 1984      | Love at First Sting                                        | Meine, Rarebell, Schenker                                                           | 3:53   |
| Believe in Love                               | 1988      | Savage Amusement                                           | Schenker, Meine                                                                     | 5:20   |
| Big City Nights                               | 1984      | Love at First Sting                                        | Meine, Schenker                                                                     | 4:02   |
| Blackout                                      | 1982      | Blackout                                                   | Schenker, Meine, Rarebell, Kittelsen                                                | 3:47   |
| Blood Too Hot                                 | 2004      | Unbreakable                                                | Schenker, Meine                                                                     | 4:16   |
| Borderline                                    | 2004      | Unbreakable                                                | Schenker, Meine                                                                     | 4:53   |
| Born to Touch Your Feelings                   | 1977      | Taken by Force                                             | Schenker, Meine                                                                     | 7:20   |
| But The Best For You                          | 1996      | Pure Instinct                                              | Klaus Meine                                                                         | 5:26   |
| Can You Feel It                               | 2004      | Unbreakable                                                | Kottak, Meine                                                                       | 3:49   |
| Can't Get Enough                              | 1979      | Lovedrive                                                  | K.Meine, R.Schenker                                                                 | 2:38   |
| Can't Live Without You                        | 1982      | Blackout                                                   | Schenker, Meine                                                                     | 3:44   |
| Catch Your Train                              | 1976      | Virgin Killer                                              | Meine, Schenker                                                                     | 3:32   |
| China White                                   | 1982      | Blackout                                                   | Schenker, Meine                                                                     | 6:53   |
| Coast to Coast                                | 1979      | Lovedrive                                                  | R.Schenker                                                                          | 4:42   |
| Cold                                          | 2007      | Humanity - Hour 1                                          | Jabs/Child/Bazilian/Frederiksen                                                     | 3:52   |
| Coming Home                                   | 1984      | Love at First Sting                                        | Meine, Schenker                                                                     | 4:58   |
| Countdown                                     | 1985      | World Wide Live                                            | Jabs, Meine                                                                         | 0:41   |
| Crazy World                                   | 1990      | Crazy World                                                | Schenker, Meine, Rarebell, Vallance                                                 | 5:08   |
| Crossfire                                     | 1984      | Love at First Sting                                        | Meine, Schenker                                                                     | 4:33   |
| Crying Days                                   | 1976      | Virgin Killer                                              | Meine, Schenker                                                                     | 4:36   |
| Daddy's Girl                                  | 1993      | Face the Heat (bonus track)                                | Scorpions                                                                           | 4:17   |
| Dark Lady                                     | 1975      | In Trance                                                  | U.Roth                                                                              | 3:25   |
| Deep And Dark                                 | 2004      | Unbreakable                                                | Schenker, Jabs, Meine                                                               | 3:39   |
| Destin                                        | 1993      | Face the Heat (bonus track)                                | Scorpions                                                                           | 3:17   |
| Does Anyone Know                              | 1996      | Pure Instinct                                              | Klaus Meine                                                                         | 6:03   |
| Don't Believe Her                             | 1990      | Crazy World                                                | Schenker, Vallance, Rarebell, Meine                                                 | 4:55   |
| Don't Make No Promises (Your Body Can't Keep) | 1980      | Animal Magnetism                                           | Jabs, Rarebell                                                                      | 2:57   |
| Don't Stop at the Top                         | 1988      | Savage Amusement                                           | Musica: Schenker Testo: Meine-Rarebell                                              | 4:03   |
| Dreamers                                      | 2004      | Unbreakable (bonus track)                                  | Scorpions                                                                           | 4:47   |
| Drifting Sun                                  | 1974      | Fly to the Rainbow                                         | Roth                                                                                | 7:40   |
| Du Bist So Schmutzig                          | 1999      | Eye II Eye                                                 | Jabs, Schenker, Meine, Kottak                                                       | 3:55   |
| Dynamite                                      | 1982      | Blackout                                                   | Schenker, Meine, Rarebell                                                           | 4:10   |
| Edge of Time                                  | 1995      | Deadly Sting: The Mercury Years                            | Scorpions                                                                           | 4:18   |
| Evening Wind                                  | 1975      | In Trance                                                  | U.Roth                                                                              | 5:01   |
| Every Minute Every Day                        | 1988      | Savage Amusement                                           | Schenker, Meine                                                                     | 4:21   |
| Eye to Eye                                    | 1999      | Eye II Eye                                                 | Schenker, Meine                                                                     | 5:04   |
| Falling in Love                               | 1980      | Animal Magnetism                                           | Rarebell                                                                            | 4:10   |
| Far Away                                      | 1974      | Fly to the Rainbow                                         | R. Schenker, M. Schenker, K. Meine                                                  | 5:39   |
| Fly People Fly                                | 1974      | Fly to the Rainbow                                         | M. Schenker, K. Meine                                                               | 5:02   |
| Fly to the Rainbow                            | 1974      | Fly to the Rainbow                                         | M. Schenker, Roth                                                                   | 9:32   |
| Freshly Squeezed                              | 1999      | Eye II Eye                                                 | Schenker, Wolf, Meine                                                               | 3:58   |
| Hate to Be Nice                               | 1993      | Face the Heat                                              | Schenker, Meine                                                                     | 3:33   |
| He's a Woman - She's a Man                    | 1977      | Taken by Force                                             | Schenker, Meine, Rarebell                                                           | 3:14   |
| Hell Cat                                      | 1976      | Virgin Killer                                              | Roth                                                                                | 2:54   |
| Here In My Heart                              | 2000      | Moment of Glory                                            | Meine, Schenker                                                                     | 5:32   |
| Heroes Don't Cry                              | 1995      | Live Bites                                                 | Meine, Schenker                                                                     | 4:29   |
| Hey You                                       | 1980 2001 | Best of Rockers 'n' Ballads Animal Magnetism (bonus track) | Meine, Rarebell                                                                     | 3:48   |
| Hit Between the Eyes                          | 1990      | Crazy World                                                | Schenker, Rarebell, Meine, Vallance                                                 | 4:33   |
| Hold Me Tight                                 | 1980      | Animal Magnetism                                           | Schenker, Meine, Rarebell                                                           | 3:58   |
| Holiday                                       | 1979      | Lovedrive                                                  | K.Meine, R.Schenker                                                                 | 6:22   |
| Hour I                                        | 2007      | Humanity - Hour 1                                          | Rudolf Schenker, James Michael, Desmond Child, John Lowery                          | 3:26   |
| Humanity                                      | 2007      | Humanity - Hour 1 (bonus track)                            | Meine, Child, Bazilian                                                              | 5:26   |
| I'm Going Mad                                 | 1972      | Lonesome Crow                                              | Scorpions                                                                           | 4:52   |
| I'm Leaving You                               | 1984      | Love at First Sting                                        | Meine, Schenker                                                                     | 4:13   |
| I've Got to Be Free'                          | 1977      | Taken by Force                                             | Roth                                                                                | 4:00   |
| I Can't Explain                               | 1989      | Best of Rockers 'n' Ballads                                | Pete Townshend                                                                      | 3:21   |
| I Wanted to Cry (But the Tears Wouldn't Come) | 2001      | Acoustica                                                  | Meine                                                                               | 3:47   |
| In Search of the Peace of Mind                | 1972      | Lonesome Crow                                              | Scorpions                                                                           | 4:56   |
| In Trance                                     | 1975      | In Trance                                                  | K.Meine, R.Schenker                                                                 | 4:44   |
| In Your Park                                  | 1976      | Virgin Killer                                              | Meine, Schenker                                                                     | 3:39   |
| Inheritance                                   | 1972      | Lonesome Crow                                              | Scorpions                                                                           | 4:37   |
| Is There Anybody There?                       | 1979      | Lovedrive                                                  | K.Meine, R.Schenker, H.Rarebell                                                     | 3:58   |
| It All Depends                                | 1972      | Lonesome Crow                                              | Scorpions                                                                           | 3:23   |
| Kami O Shin Jiru                              | 1993      | Face the Heat (bonus track)                                | Scorpions                                                                           | 3:50   |
| Kicks After Six                               | 1990      | Crazy World                                                | Buchholz, Vallance, Rarebell, Meine                                                 | 3:49   |
| Kojo No Tsuki                                 | 1978      | Tokyo Tapes                                                | R. Taki, B. Tsuchi, arr. Scorpions                                                  | 3:35   |
| Lady Starlight                                | 1980      | Animal Magnetism                                           | Schenker, Meine                                                                     | 6:15   |
| Leave Me                                      | 1972      | Lonesome Crow                                              | Scorpions                                                                           | 5:02   |
| Let's Rock                                    | 2010      | Sting in the Tail                                          | Musica: Schenker, Meine, Bazilian Testo: Meine, Bazilian                            | 3:22   |
| Life Goes Around                              | 1997      | Deadly Sting: The Mercury Years                            | Meine, Schenker                                                                     | 3:41   |
| Life's Like a River                           | 1975      | In Trance                                                  | U.Roth, R.Schenker, C.Fortmann                                                      | 3:48   |
| Living & Dying                                | 1975      | In Trance                                                  | K.Meine, R.Schenker                                                                 | 3:19   |
| Living for Tomorrow                           | 1992      | Still Loving You                                           | Scorpions                                                                           | 6:56   |
| Longing for Fire                              | 1975      | In Trance                                                  | U.Roth                                                                              | 2:42   |
| Lonely Nights                                 | 1993      | Face the Heat                                              | Schenker, Meine                                                                     | 4:44   |
| Lonesome Crow                                 | 1972      | Lonesome Crow                                              | Scorpions                                                                           | 13:39  |
| Lorelei                                       | 2010      | Sting in the Tail                                          | Musica: Schenker, Thomander, Wikström Testo: Meine, Bazilian, Thomander, Wikström   | 4:31   |
| Love Is Blind                                 | 1999      | Scorpions Best                                             | Scorpions                                                                           | 3:53   |
| Love Is War                                   | 2007      | Humanity - Hour 1                                          | Jabs, Michael, Child, Frederiksen                                                   | 4:20   |
| Love on the Run                               | 1988      | Savage Amusement                                           | Schenker, Meine-Rarebell                                                            | 3:35   |
| Love Will Keep Us Alive                       | 2007      | Humanity - Hour 1                                          | Meine, Child, Bazilian, Frederiksen                                                 | 4:32   |
| Love'em Or Leave'em                           | 2004      | Unbreakable                                                | Schenker, Kottak, Meine                                                             | 4:04   |
| Lovedrive                                     | 1979      | Lovedrive                                                  | K.Meine, R.Schenker                                                                 | 4:51   |
| Loving You Sunday Morning                     | 1979      | Lovedrive                                                  | K.Meine, R.Schenker, H.Rarebell                                                     | 5:39   |
| Lust or Love                                  | 1990      | Crazy World                                                | Meine, Rarebell, Vallance                                                           | 4:22   |
| Make It Real                                  | 1980      | Animal Magnetism                                           | Schenker, Rarebell                                                                  | 3:49   |
| Maybe I Maybe You                             | 2004      | Unbreakable                                                | Anoushiravan Rohani, Meine                                                          | 3:32   |
| Media Overkill                                | 1988      | Savage Amusement                                           | Schenker, Meine                                                                     | 3:32   |
| Mind Like a Tree                              | 1999      | Eye II Eye                                                 | Schenker, Wolf, Meine                                                               | 5:34   |
| Moment Of Glory                               | 2000      | Moment of Glory                                            | Meine                                                                               | 5:08   |
| Money And Fame                                | 1990      | Crazy World                                                | Jabs, Rarebell                                                                      | 5:06   |
| My City My Town                               | 2004      | Unbreakable                                                | Meine                                                                               | 4:55   |
| Mysterious                                    | 1999      | Eye II Eye                                                 | Rieckermann, Schenker, Jabs, J.M. Byron, Meine                                      | 5:28   |
| New Generation                                | 2004      | Unbreakable                                                | Schenker, Meine                                                                     | 5:51   |
| Night Lights                                  | 1975      | In Trance                                                  | U.Roth                                                                              | 3:13   |
| Nightmare Avenue                              | 1993      | Face the Heat                                              | Jabs, Meine, Hudson                                                                 | 3:54   |
| No Limit                                      | 2010      | Sting in the Tail                                          | Musica: Meine, Schenker, Bazilian Testo: Meine, Schenker, Bazilian                  | 3:24   |
| No One Like You                               | 1982      | Blackout                                                   | Schenker, Meine                                                                     | 3:54   |
| No Pain No Gain                               | 1993      | Face the Heat                                              | Schenker, Meine, Hudson                                                             | 3:55   |
| Now!                                          | 1982      | Blackout                                                   | Schenker, Meine, Rarebell                                                           | 2:32   |
| Obsession                                     | 1999      | Eye II Eye                                                 | Meine, Wolf                                                                         | 4:09   |
| Oh Girl (I Wanna Be With You)                 | 1996      | Pure Instinct                                              | Musica:Rudolf Schenker Testo:Klaus Meine                                            | 3:56   |
| Only a Man                                    | 1980      | Animal Magnetism                                           | Schenker, Meine, Rarebell                                                           | 3:34   |
| Over the Top                                  | 1997      | Deadly Sting: The Mercury Years                            | Jabs                                                                                | 4:24   |
| Passion Rules the Game                        | 1988      | Savage Amusement                                           | Rarebell, Meine                                                                     | 3:58   |
| Pictured Life                                 | 1976      | Virgin Killer                                              | Meine, Roth, Schenker                                                               | 3:21   |
| Polar Nights                                  | 1976      | Virgin Killer                                              | Roth                                                                                | 5:04   |
| Priscilla                                     | 1999      | Eye II Eye                                                 | Schenker, Meine                                                                     | 3:17   |
| Raised on Rock                                | 2010      | Sting in the Tail                                          | Musica: Andersson, Hansen Testo: Hansen, Meine                                      | 3:57   |
| Remember The Good Times (Retro Garage Mix)    | 2004      | Unbreakable (bonus track)                                  | Schenker, Bazilian, Meine                                                           | 4:24   |
| Restless Nights                               | 1990      | Crazy World                                                | Schenker, Meine, Rarebell, Vallance                                                 | 5:44   |
| Rhythm of Love                                | 1988      | Savage Amusement                                           | Schenker, Meine                                                                     | 3:47   |
| Riot of Your Time                             | 1977      | Taken by Force                                             | Schenker, Meine                                                                     | 4:10   |
| Robot Man                                     | 1975      | In Trance                                                  | K.Meine, R.Schenker                                                                 | 2:42   |
| Rock You Like a Hurricane                     | 1984      | Love at First Sting                                        | Meine, Rarebell, Schenker                                                           | 4:10   |
| Rock Zone                                     | 2010      | Sting in the Tail                                          | Musica: Meine, Andersson, Hansen Testo: Meine                                       | 3:17   |
| Sails of Charon                               | 1977      | Taken by Force                                             | Roth                                                                                | 4:24   |
| Send Me an Angel                              | 1990      | Crazy World                                                | Schenker, Meine                                                                     | 4:34   |
| She's Knocking at My Door                     | 1996      | Pure Instinct (bonus track)                                | Scorpions                                                                           | 3:18   |
| She Said                                      | 2004      | Unbreakable                                                | Kolonovits, Meine                                                                   | 4:42   |
| Ship of Fools                                 | 1993      | Face the Heat                                              | Schenker, Meine                                                                     | 4:15   |
| Six String Sting                              | 1985      | World Wide Live                                            | Jabs                                                                                | 5:17   |
| Skywriter                                     | 1999      | Eye II Eye                                                 | Schenker, Meine                                                                     | 4:55   |
| Slave Me                                      | 2010      | Sting in the Tail                                          | Musica: Schenker Testo: Meine, Jabs, Bazilian                                       | 2:44   |
| SLY                                           | 2010      | Sting in the Tail                                          | Musica: Meine, Schenker Testo: Meine                                                | 5:15   |
| Someday Is Now                                | 2004      | Unbreakable                                                | Schenker, Kottak                                                                    | 3:25   |
| Someone to Touch                              | 1993      | Face the Heat                                              | Schenker, Meine, Hudson                                                             | 4:28   |
| Soul Behind The Face                          | 1996      | Pure Instinct                                              | Musica:Rudolf Schenker Testo:Klaus Meine                                            | 4:14   |
| Speedy's Coming                               | 1974      | Fly to the Rainbow                                         | R. Schenker, K. Meine                                                               | 3:33   |
| Spirit of Rock                                | 2010      | Sting in the Tail                                          | Musica: Schenker, Bazilian Testo: Meine, Schenker, Bazilian                         | 3:43   |
| Steamrock Fever                               | 1977      | Taken by Force                                             | Schenker, Meine                                                                     | 3:35   |
| Still Loving You                              | 1984      | Love at First Sting                                        | Meine, Schenker                                                                     | 6:27   |
| Sting in the Tail                             | 2010      | Sting in the Tail                                          | Musica: Meine, Schenker Testo: Meine                                                | 3:12   |
| Stone In My Shoe                              | 1996      | Pure Instinct                                              | Musica:Rudolf Schenker Testo:Klaus Meine                                            | 4:42   |
| Sun in My Hand                                | 1975      | In Trance                                                  | U.Roth                                                                              | 4:21   |
| Suspender Love                                | 2001      | Taken by Force (Bonus track)                               | Schenker, Meine                                                                     | 3:17   |
| Taxman Woman                                  | 1993      | Face the Heat                                              | Schenker, Meine                                                                     | 4:30   |
| Tease Me Please Me                            | 1990      | Crazy World                                                | Jabs, Vallance, Meine, Rarebell                                                     | 4:44   |
| The Best Is Yet to Come                       | 2010      | Sting in the Tail                                          | Musica: Bazilian, Thomander, Wikström Testo:Schenker, Bazilian, Thomander, Wikström | 4:34   |
| The Cross                                     | 2007      | Humanity - Hour 1                                          | Jabs, Michael, Child, Frederiksen                                                   | 4:28   |
| The Future Never Dies                         | 2007      | Humanity - Hour 1                                          | Meine, Child, Bazilian, Jason Paige, Russ Irwin                                     | 4:03   |
| The Game of Life                              | 2007      | Humanity - Hour 1                                          | Klaus Meine, Child, Mikael Nord Andersson, Martin Hansen                            | 4:04   |
| The Good Die Young (feat. Tarja Turunen)      | 2010      | Sting in the Tail                                          | Musica: Schenker, Kolonovits Testo: Meine                                           | 5:14   |
| The Same Thrill                               | 1984      | Love at First Sting                                        | Meine, Schenker                                                                     | 3:30   |
| The Zoo                                       | 1980      | Animal Magnetism                                           | Schenker, Meine                                                                     | 5:28   |
| They Need a Million                           | 1974      | Fly to the Rainbow                                         | R. Schenker, K. Meine                                                               | 4:50   |
| This Is My Song                               | 1974      | Fly to the Rainbow                                         | R. Schenker, K. Meine                                                               | 4:14   |
| This Time                                     | 2004      | Unbreakable                                                | Jabs                                                                                | 3:36   |
| Through My Eyes                               | 2004      | Unbreakable                                                | Schenker, Meine                                                                     | 5:23   |
| Thunder and Lightning                         | 2010      | Sting in the Tail (bonus track)                            | Schenker, Meine, Kolonovits, Meine                                                  | 4:35   |
| Time Will Call Your Name                      | 1996      | Pure Instinct                                              | Musica: Rudolf Schenker Testo:Klaus Meine                                           | 3:21   |
| To Be No. 1                                   | 1999      | Eye II Eye                                                 | Peter Wolf, Jabs, Meine                                                             | 3:57   |
| To Be With You in Heaven                      | 1990      | Crazy World                                                | Schenker, Meine                                                                     | 4:48   |
| Too Far                                       | 2004      | Unbreakable (bonus track)                                  | Scorpions                                                                           | 3:08   |
| Top of the Bill                               | 1975      | In Trance                                                  | K.Meine, R.Schenker                                                                 | 3:25   |
| Turn You On                                   | 2010      | Sting in the Tail                                          | Musica: Schenker, Andersson, Hansen Testo: Meine                                    | 4:25   |
| Twentieth Century Man                         | 1980      | Animal Magnetism                                           | Schenker, Meine                                                                     | 3:02   |
| Under the Same Sun                            | 1993      | Face the Heat                                              | Hudson, Meine, Fairbairn                                                            | 4:52   |
| Unholy Alliance                               | 1993      | Face the Heat                                              | Schenker, Meine                                                                     | 5:16   |
| Yellow Raven                                  | 1976      | Virgin Killer                                              | Roth                                                                                | 4:58   |
| You And I                                     | 1996      | Pure Instinct                                              | Klaus Meine                                                                         | 6:22   |
| Virgin Killer                                 | 1976      | Virgin Killer                                              | Roth                                                                                | 3:41   |
| Walking on the Edge                           | 1988      | Savage Amusement                                           | Schenker, Meine                                                                     | 5:05   |
| We Let It Rock...You Let It Roll              | 1988      | Savage Amusement                                           | Schenker, Meine                                                                     | 3:38   |
| We Were Born to Fly                           | 2007      | Humanity - Hour 1                                          | Matthias Jabs/Eric Bazilian/Marti Frederiksen                                       | 3:59   |
| We Will Rise Again                            | 2007      | Humanity - Hour 1                                          | Jabs, Michael, Paige, Child                                                         | 3:49   |
| We'll Burn the Sky                            | 1977      | Taken by Force                                             | Schenker, Dannemann                                                                 | 6:27   |
| What U Give U Get Back                        | 1999      | Eye II Eye                                                 | Schenker, Wolf, Meine                                                               | 5:02   |
| When Love Kills Love                          | 2001      | Acoustica                                                  | Meine, Schenker                                                                     | 4:53   |
| Where The River Flows                         | 1996      | Pure Instinct                                              | Musica:Rudolf Schenker Testo:Klaus Meine                                            | 4:16   |
| When the Smoke Is Going Down                  | 1982      | Blackout                                                   | Schenker, Meine                                                                     | 3:49   |
| When You Came Into My Life                    | 1996      | Pure Instinct                                              | Meine, Schenker, Titiek Puspa, James F. Sundah                                      | 5:17   |
| White Dove                                    | 1995      | Live Bites                                                 | Adamis, Meine, Presser, Schenker                                                    | 4:18   |
| Wild Child                                    | 1996      | Pure Instinct                                              | Musica:Rudolf Schenker Testo:Klaus Meine                                            | 4:19   |
| Wind of Change                                | 1990      | Crazy World                                                | Meine                                                                               | 5:10   |
| Woman                                         | 1993      | Face the Heat                                              | Schenker, Meine                                                                     | 5:56   |
| Yellow Butterfly                              | 1999      | Eye II Eye                                                 | Schenker, Frederiksen, Meine                                                        | 5:44   |
| You Give Me All I Need                        | 1982      | Blackout                                                   | Schenker, Rarebell                                                                  | 3:36   |
| You're Lovin' Me to Death                     | 2007      | Humanity - Hour 1                                          | Schenker, Child, Andreas Carlsson, Bazilian                                         | 3:15   |
| Your Last Song                                | 2007      | Humanity - Hour 1                                          | Schenker, Child, Bazilian                                                           | 3:44   |
| Your Light                                    | 1977      | Taken by Force                                             | Roth                                                                                | 4:30   |